# Manchester Storm
Manchester Storm – angielski klub hokeja na lodzie z siedzibą w Altrincham (Wielki Manchester), występujący w brytyjskich rozgrywkach EIHL.
Pierwotnie klub powstał w 1995. W 2015 Manchester Storm zastąpił klub Hull Stingrays w EIHL.

## Sukcesy
- Złoty medal mistrzostw Wielkiej Brytanii (Ice Hockey Superleague): 1999
- Srebrny medal mistrzostw Wielkiej Brytanii (Ice Hockey Superleague): 1998
- Brązowy medal mistrzostw Wielkiej Brytanii (Ice Hockey Superleague): 2000
- Benson & Hedges Cup: 2000